# Bolsa de Moscou
A Bolsa de Moscou é a maior bolsa de valores na Rússia. Está localizada em Moscou, e faz o comércio de ações, títulos, derivativos e moedas. Foi criada oficialmente em 19 de dezembro de 2011 através da fusão das duas maiores bolsas de Moscou, aglutinando as ações da Moscow Interbank Currency Exchange e da Rússian Trading System.  As duas organizações foram formadas na década de 1990 e durante duas décadas foram as principais bolsas na Rússia, com o índice MICEX e o índice RTS estão entre os principais índices de ações do mundo. A fusão criou uma única entidade que deverá tornar-se a bolsa líder em nível mundial em negociação de ativos. A fusão das bolsas também deve alavancar os planos russos de transformar Moscou num centro financeiro internacional.
Os objetivos da fusão incluem a otimização do mercado de ações russo, a redução do número de organizações com funções sobrepostas, a criação de uma plataforma única para os emissores, comerciantes e investidores, a redução dos custos de transação, e maior facilidade nas transações.
A fusão completa da estrutura organizacional não está ainda concluída. Problemas na instalação de infra-estrutura resultaram em erros de sistemas computacionais, que acabaram por prejudicar as negociações comerciais da nova bolsa.